# Lõiuse
Lõiuse est un village de la commune de Juuru du Comté de Rapla en Estonie.
Lõiuse est mentionné pour la première fois en 1241 comme un village nommé Leus dans le Liber Census Daniæ.